# ラモン・ディアス
ラモン・アンヘル・ディアス（Ramón Ángel Díaz, スペイン語発音: [raˈmon ˈaŋxel ˈdi.as]、1959年8月29日 - ）は、アルゼンチン・ラ・リオハ州ラ・リオハ出身の元プロサッカー選手、サッカー指導者。現役時代のポジションはフォワード。元アルゼンチン代表。

## 選手時代経歴

### 初期経歴
父親はCAリーベル・プレートのファンで、リーベルのストライカーアンヘル・ラブルナにちなんで、アンヘルと名付けられた。リーベルのユースを経て、1978年にトップに昇格、8月13日のCAコロン戦でデビュー。1週間後のキルメスAC戦で初ゴールを挙げた。1979年に初めてリーグ優勝を経験した。リーベルでの4年間で、202試合で61得点を挙げた。
1979年、U-20アルゼンチン代表の一員として出場したワールドユース選手権では、アルジェリア戦でハットトリック、準決勝のウルグアイ戦で1ゴール、決勝でも1ゴールを挙げ、大会得点王に輝いた。最優秀選手に選ばれたディエゴ・マラドーナと共にチームを優勝に導く立役者となる。この活躍が認められ、翌1979年9月12日の西ドイツ戦でフル代表デビューを果たし、1980年12月16日スイス戦でフル代表初ゴールを決めた。
1982年にはスペインで行われたワールドカップにも出場、ブラジル戦ではゴールを記録。しかし、マラドーナの退場などによりこの試合に敗れ、チームは2次リーグで姿を消すこととなった。その後も、ヨーロッパの舞台で高いレベルのプレーを続けていたが、これがディアスの最後の代表戦となった。代表の決定力不足が指摘され、ディアスの復帰要望が国民から出たこともあったが、結局復帰することはなかった。当時のアルゼンチン代表は、マラドーナを中心としたチームづくりを行っていたため、確執のあったディアスが外されたという説も根強いが、マラドーナは著書でそのことを否定、逆に1986年大会、1990年大会のメンバーに呼ぶべきだと代表監督に主張したとしている。1990年のワールドカップメンバーに入れるか、カルロス・ビラルド監督が真剣に検討していたともされる。

### ヨーロッパでのプレー
1982年、オマール・シボリがSSCナポリの会長に獲得を勧めとこともあり、ナポリへ移籍した。1982年9月26日USカタンザーロ戦でセリエA初ゴールを決めた。イタリアでの初めてのシーズン年間38試合で8ゴールに終わるなど、いい結果を残せず、1983-84シーズンはUSアヴェッリーノに貸し出され、マラドーナと入れ替わる様にナポリを離れた。アヴェッリーノでは、1985-86シーズンにリーグ戦のみで10ゴールを挙げたが、チームの経済状態の悪さから、1986年、ACFフィオレンティーナに移籍することとなった。そのシーズン、再びリーグ戦で二桁ゴールを挙げた。
1988-89シーズン、インテルナツィオナーレ・ミラノに移籍、ローター・マテウス、アンドレアス・ブレーメらとともにプレー、特にアルド・セレーナと優れた関係性のツートップを形成した。セレーナは得点王を、ディアス自身は12得点を決め 、チーム8年ぶりのスクデット獲得に貢献。しかし、十分活躍しながらも、翌シーズンからユルゲン・クリンスマンが加入することになると、チームから放出された。
1989-90シーズン、フィオレンティーナが複帰へ向けて動いていたが、アーセン・ベンゲル率いるASモナコに移籍した。9月22日のFCジロンダン・ボルドー戦で移籍後初ゴールを含む2ゴールを決めるなど、15ゴールを決め、得点ランキング5位となった。1990-91シーズンのクープ・ドゥ・フランス決勝、オリンピック・マルセイユ戦では途中出場からジェラール・パシのゴールをアシスト、1-0と破り優勝に貢献した。

### 母国復帰
1991年からはアルゼンチンの古巣CAリーベル・プレートに復帰、20ゴールを決め、リーグ得点王を獲得し、リーグ優勝に貢献した。

### Jリーグ横浜マリノスでの活躍
1993年にJリーグの横浜マリノスに加入。Jリーグ開幕戦となったヴェルディ川崎戦で決勝ゴールを決めた。6月26日のジェフユナイテッド市原戦、6月30日の浦和レッドダイヤモンズ戦と、Jリーグで初めて2試合連続ハットトリックを決め、12月8日の横浜フリューゲルス戦でもハットトリックを決めるなど、1シーズン目は特に木村和司との良い連携でゴールを量産、32試合で28ゴールを挙げ、Jリーグ初代得点王、Jリーグベストイレブンに輝いた。2年目の1994年も主力として4月13日名古屋グランパスエイト戦でハットトリックを決めるなど、年間23ゴールを決める活躍をした。
1995年、ホルヘ・ソラーリ新監督と対立し、6試合に出場したのみでチームを退団、そのまま現役を引退することとなった。4月12日の浦和レッドダイヤモンズ戦で決めたゴールは、現役最後のゴールとなった。Jリーグでは在籍中、通算4回のハットトリックを達成した。
2019年、横浜F・マリノスが約15年振りにJ1優勝を果たすと、自身のSNS上で古巣を祝福した。

## 指導者経歴
引退後にはCAリーベル・プレートの監督に就任、エンソ・フランチェスコリ、アリエル・オルテガらと共にリーグ優勝だけでなく、1996年にリーベルに10年ぶりとなるコパ・リベルタドーレス優勝、1997年にはスーペルコパ・スダメリカーナ優勝をもたらした。ホルヘ・ソラーリとはウマが合わなかったディアスだが、ホルヘの甥であるサンティアゴ・ソラーリをデビューさせた。
2014年12月4日、パラグアイ代表の監督に就任した。2016年に就任したアル・ヒラルでは、国内リーグと国王杯で優勝、2017年のAFCチャンピオンズリーグではチームを決勝に導いたが決勝で浦和レッズに敗れた。
2020年11月6日、ボタフォゴFRの監督に就任。だが健康上の問題により、1試合も指揮を執ることなく11月27日に退任した。
2021年、アル・ヒラルの監督に復帰。AFCチャンピオンズリーグ2022では決勝に進出するも、またも浦和に敗れ準優勝となり、直後に監督を解任された。
2023年7月、ブラジルのCRヴァスコ・ダ・ガマの監督に就任した。2024年4月に解任された。
2024年6月からはSCコリンチャンス・パウリスタの監督に就任した。2025年3月にはカンピオナート・パウリスタ優勝を果たしたが、翌4月に解任された。

## 人物
利き足の左足でのシュートを得意とし、ほとんどのゴールを左足で決めた。
ディエゴ・マラドーナとの仲について、1993年のインタビューでは、「犬猿の仲と言われるが、あながち間違いではない、ただ、変に対抗意識を持っているのはマラドーナの方で、出来るだけ自分に会わないようにしていて、同じイタリアでプレーしていた時も挨拶すら交わしたことはなかった。自分はマラドーナに対して特に悪い感情を持っている訳ではない、自分とは比べられない程のスターであるのだから自分に対して対抗意識を持つ必要はないのだが。」と語っていた。
アルゼンチンの大統領であったカルロス・メネムとは出身地が同じで親友であった。

## 個人成績
| 国内大会個人成績 | 国内大会個人成績   | 国内大会個人成績 | 国内大会個人成績     | 国内大会個人成績 | 国内大会個人成績            | 国内大会個人成績 | 国内大会個人成績 | 国内大会個人成績   | 国内大会個人成績   | 国内大会個人成績 | 国内大会個人成績 |
| 年度             | クラブ             | 背番号           | リーグ               | リーグ戦         | リーグ戦                    | リーグ杯         | リーグ杯         | オープン杯         | オープン杯         | 期間通算         | 期間通算         |
| 年度             | クラブ             | 背番号           | リーグ               | 出場             | 得点                        | 出場             | 得点             | 出場               | 得点               | 出場             | 得点             |
| アルゼンチン     | アルゼンチン       | アルゼンチン     | アルゼンチン         | リーグ戦         | リーグ戦                    | リーグ杯         | リーグ杯         | アルヘンティーナ杯 | アルヘンティーナ杯 | 期間通算         | 期間通算         |
| ---------------- | ------------------ | ---------------- | -------------------- | ---------------- | --------------------------- | ---------------- | ---------------- | ------------------ | ------------------ | ---------------- | ---------------- |
| 1978-79          | リーベル・プレート |                  | プリメーラ           | 20               | 8                           |                  |                  |                    |                    |                  |                  |
| 1979-80          | リーベル・プレート |                  | プリメーラ           | 43               | 23                          |                  |                  |                    |                    |                  |                  |
| 1980-81          | リーベル・プレート |                  | プリメーラ           | 43               | 22                          |                  |                  |                    |                    |                  |                  |
| 1981-82          | リーベル・プレート |                  | プリメーラ           | 17               | 4                           |                  |                  |                    |                    |                  |                  |
| イタリア         | イタリア           | イタリア         | イタリア             | リーグ戦         | リーグ戦                    | イタリア杯       | イタリア杯       | オープン杯         | オープン杯         | 期間通算         | 期間通算         |
| 1982-83          | ナポリ             |                  | セリエA              | 25               | 3                           |                  |                  |                    |                    |                  |                  |
| 1983-84          | アヴェッリーノ     |                  | セリエA              | 24               | 7                           |                  |                  |                    |                    |                  |                  |
| 1984-85          | アヴェッリーノ     |                  | セリエA              | 27               | 5                           |                  |                  |                    |                    |                  |                  |
| 1985-86          | アヴェッリーノ     |                  | セリエA              | 27               | 10                          |                  |                  |                    |                    |                  |                  |
| 1986-87          | フィオレンティーナ |                  | セリエA              | 29               | 10                          |                  |                  |                    |                    |                  |                  |
| 1987-88          | フィオレンティーナ |                  | セリエA              | 24               | 7                           |                  |                  |                    |                    |                  |                  |
| 1988-89          | インテル・ミラノ   |                  | セリエA              | 33               | 12                          |                  |                  |                    |                    |                  |                  |
| フランス         | フランス           | フランス         | フランス             | リーグ戦         | リーグ戦                    | F・リーグ杯      | F・リーグ杯      | フランス杯         | フランス杯         | 期間通算         | 期間通算         |
| 1989-90          | モナコ             |                  | ディヴィジョン・アン | 28               | 15                          |                  |                  |                    |                    |                  |                  |
| 1990-91          | モナコ             |                  | ディヴィジョン・アン | 32               | 9                           |                  |                  |                    |                    |                  |                  |
| アルゼンチン     | アルゼンチン       | アルゼンチン     | アルゼンチン         | リーグ戦         | リーグ戦                    | リーグ杯         | リーグ杯         | アルヘンティーナ杯 | アルヘンティーナ杯 | 期間通算         | 期間通算         |
| 1991-92          | リーベル・プレート |                  | プリメーラ           | 31               | 20                          |                  |                  |                    |                    |                  |                  |
| 1992-93          | リーベル・プレート |                  | プリメーラ           | 21               | 7                           |                  |                  |                    |                    |                  |                  |
| 日本             | 日本               | 日本             | 日本                 | リーグ戦         | リーグ戦                    | リーグ杯         | リーグ杯         | 天皇杯             | 天皇杯             | 期間通算         | 期間通算         |
| 1993             | 横浜M              | -                | J                    | 32               | 28                          | 5                | 3                | 3                  | 0                  | 40               | 31               |
| 1994             | 横浜M              | -                | J                    | 37               | 23                          | 3                | 1                | 4                  | 3                  | 44               | 27               |
| 1995             | 横浜M              | -                | J                    | 6                | 1                           | -                | -                | -                  | -                  | 6                | 1                |
| 通算             | アルゼンチン       | アルゼンチン     | プリメーラ           | 175              | 84\|\|\|\|\|\|\|\|\|\|\|\|  |                  |                  |                    |                    |                  |                  |
| 通算             | イタリア           | イタリア         | セリエA              | 189              | 54\|\|\|\|\|\|\|\|\|\|\|\|  |                  |                  |                    |                    |                  |                  |
| 通算             | フランス           | フランス         | ディヴィジョン・アン | 60               | 34\|\|\|\|\|\|\|\|\|\|\|\|  |                  |                  |                    |                    |                  |                  |
| 通算             | 日本               | 日本             | J                    | 75               | 52                          | 8                | 4                | 7                  | 3                  | 90               | 59               |
| 総通算           | 総通算             | 総通算           | 総通算               | 499              | 224\|\|\|\|\|\|\|\|\|\|\|\| |                  |                  |                    |                    |                  |                  |

## 代表歴
- アルゼンチン代表 1979-1982
  - 1979年 - ワールドユース・日本大会 優勝
  - 1980年 - コパ・デ・オーロ グループリーグ敗退
  - 1982年 - ワールドカップ・スペイン大会 2次リーグ敗退

### 試合数
- 国際Aマッチ 22試合 10得点（1979年-1982年）[20]

| アルゼンチン代表 | 国際Aマッチ | 国際Aマッチ |
| 年               | 出場        | 得点        |
| ---------------- | ----------- | ----------- |
| 1979             | 1           | 1           |
| 1980             | 9           | 4           |
| 1981             | 4           | 1           |
| 1982             | 8           | 4           |
| 通算             | 22          | 10          |

## タイトル

### 選手として

#### クラブ
リーベル・プレート
- プリメーラ・ディビシオン : 1979M, 1979N, 1980M, 1981N, 1991-92A

インテル・ミラノ
- セリエA : 1988-89

モナコ
- クープ・ドゥ・フランス : 1990-91

#### 代表
U-20アルゼンチン代表
- FIFAワールドユース選手権 : 1979

#### 個人
- FIFAワールドユース選手権得点王 : 1979
- プリメーラ・ディビシオン得点王 : 1991-92A
- Jリーグ得点王 : 1993
- Jリーグベストイレブン : 1993
- Jリーグチェアマン感謝状 : 1995

### 指導者として
リーベル・プレート
- プリメーラ・ディビシオン : 1996-97A, 1996-97C, 1997-98A, 1999-2000A, 2001-02C, 2013-14F, 2013-14SF
- コパ・リベルタドーレス : 1996
- スーペルコパ・スダメリカーナ : 1997

サン・ロレンソ
- プリメーラ・ディビシオン : 2006-07C

アル・ヒラル
- サウジ・プロフェッショナルリーグ : 2016-17
- サウジ国王杯 : 2017, 2022-23

コリンチャンス
- カンピオナート・パウリスタ : 2025